# Echinocereus ledingii
Echinocereus ledingii es una  especie de planta fanerógama de la familia Cactaceae que se distribuye en Arizona en Estados Unidos y Sonora en México. La palabra ledingii es un epónimo en honor a A. M. Leding, estadounidense aficionado de las cactáceas.

## Descripción
Crece ramificada en agrupaciones de 4 a 10 tallos con muchas espinas. Sus tallos son ovoides a cilíndricos y en ocasiones elongados, de color verde, de 2.5 a 5 cm de largo y 7 cm de ancho. Tiene de 12 a 14 costillas no tuberculadas. Tiene de 1 a 4 espinas centrales, una de ellas predominante, curvada hacia abajo, de color amarillo y de 2 cm de largo. Posee de 9 a 11 espinas radiales, amarillentas y de 12 a 15 mm de largo. La flor crece en el ápice de los tallos o a los lados, es funeliforme, de color magenta a rosa púrpura y de 5 cm de diámetro. El fruto que produce es globoso, de color verde o rojizo según su maduración, además es comestible.

## Distribución y hábitat
Se distribuye en el sureste de Arizona, principalmente en las montañas de Pinaleño y en la Sierra del Tigre al noreste de Sonora. Habita en matorrales sobre suelos rocosos, de grava o arena, en elevaciones de 1200 a 2000 m s. n. m.

## Estado de conservación
Tiene una reducida área de distribución con pocas poblaciones conocidas. Los incendios representan la principal amenaza para su conservación ya que la especie habita en matorrales propensos a incendios. Se distribuye en áreas protegidas como la Reserva Forestal Nacional Bavispe en México y Chiricahua National Monument en Estados Unidos.